# ラビッド
『ラビッド』（原題: Rabid）は、1977年、カナダのDALプロダクション＝CFDCが製作したホラー映画。デヴィッド・クローネンバーグ監督。
副作用の危険性がある特殊な治療がきっかけで社会が大パニックになるといった物語である。

## キャスト
※括弧内はテレビ東京版の日本語吹替（2016年11月2日発売のブルーレイに収録）
- ローズ - マリリン・チェンバース（榊原良子）
- ハート・リード - フランク・ムーア（村山明）
- マーレイ・サイファー - ジョー・シルヴァー（平林尚三）
- ダン・ケロイド院長 - ハワード・リシュパン（千田光男）
- ロクサーヌ・ケロイド - パトリシア・ゲイジ（鳳芳野）
- ミンディ・ケント - スーザン・ローマン

- その他：秋元羊介／佐々木るん／勝生真沙子／佐々木優子／田原アルノ／小関一／山田栄子／古田信幸

テレビ初回放送日：1983年11月13日(日)　テレビ東京（15:30-16:50）
※本編91分中、正味約70分収録。
※ビデオ発売時のタイトルは『デビッド・クローネンバーグのラビッド』。
＜日本語版制作スタッフ＞
演出：蕨南勝之
翻訳：たかしまちせこ
調整：相原正之
効果・選曲：佐藤良介
制作：テレキャスジャパン

## スタッフ
- 製作総指揮 - アンドレ・リンク、アイヴァン･ライトマン
- 製作 - ジョン・ダニング
- 監督・脚本 - デヴィッド・クローネンバーグ
- 撮影 - ルネ・ベルジュ
- 音楽 - アイヴァン・ライトマン
- 特撮 - アル・グリズウォルド
- メイキャップ - ジョー・ブラスコ・メイキャップ・アソシエイツ
- 出演 - マリリン・チェンバース、フランク・ムーア

## 映像ソフト
- ラビッド【DVD】廃盤

規格品番：ORS-7073
発売日：2013年04月26日
発売元：映像文化社
販売元：オルスタックソフト販売

- ホラー・マニアックスシリーズ 第09期 第1弾『ラビッド』-HDリマスター特別版-【Blu-ray】　廃盤

美しい肉体に宿った悪魔の牙――死のバンパイア・パニックが大都会を呑み込んでいく…。『グリーンドア』のマリリン・チェンバースが強烈なエロティシズムを放つ、鬼才クローネンバーグの原点!
規格品番：BBXF-2102
発売日：2016年11月02日
発売元：株式会社ニューライン
販売元：株式会社ハピネット

## 評価
レビュー・アグリゲーターのRotten Tomatoesでは28件のレビューで支持率は79%、平均点は6.30/10となった。Metacriticで9件のレビューを基に加重平均値が56/100となった。